# Erin Densham
Erin Densham, född den 3 maj 1985 i Camden, New South Wales, är en australisk triathlet.
Hon tog OS-brons i damernas triathlon i samband med de olympiska triathlontävlingarna 2012 i London.

## Galleri

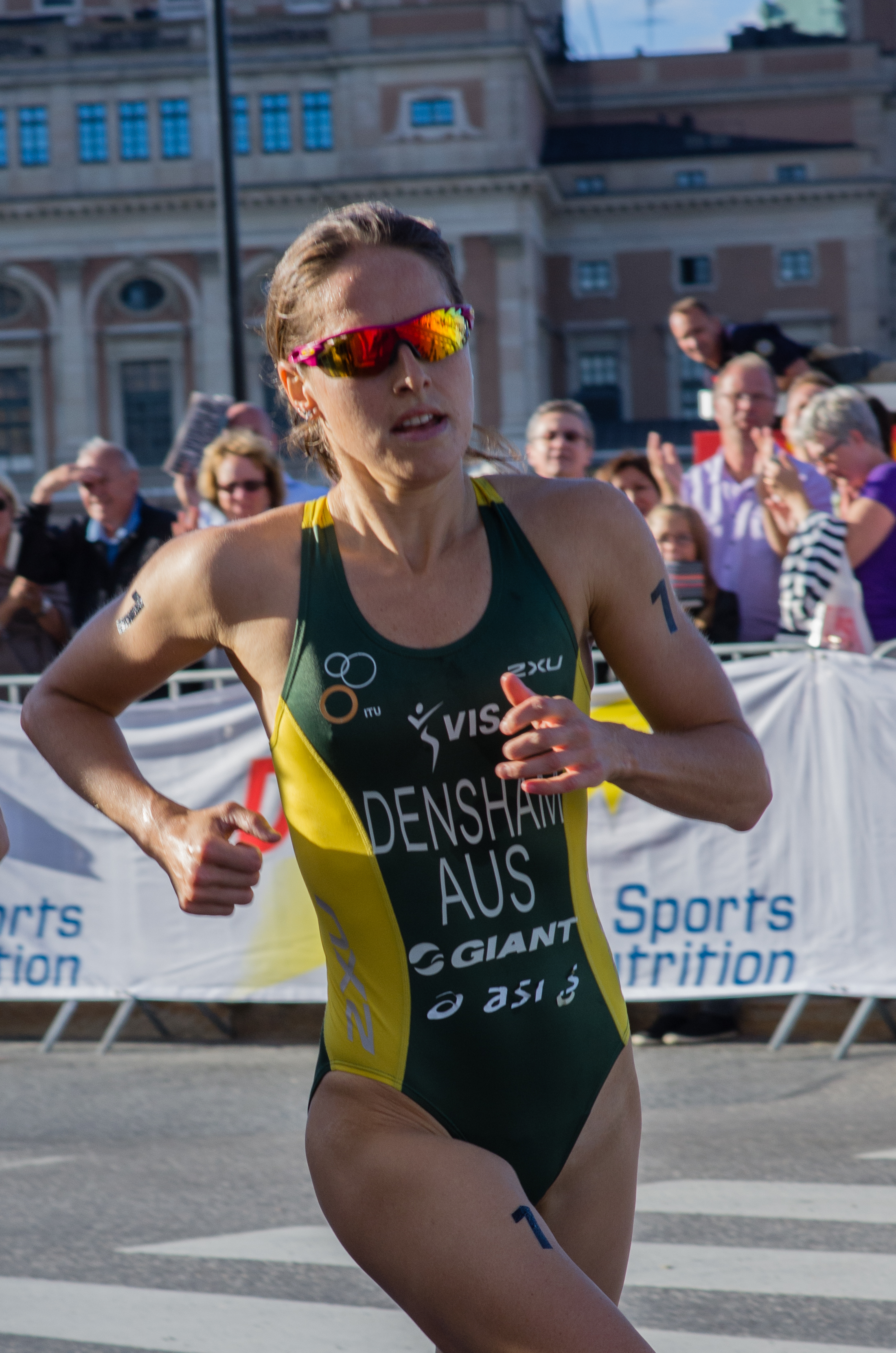
Erin Densham på världsmästerskapen i triathlon 2012 i Stockholm.
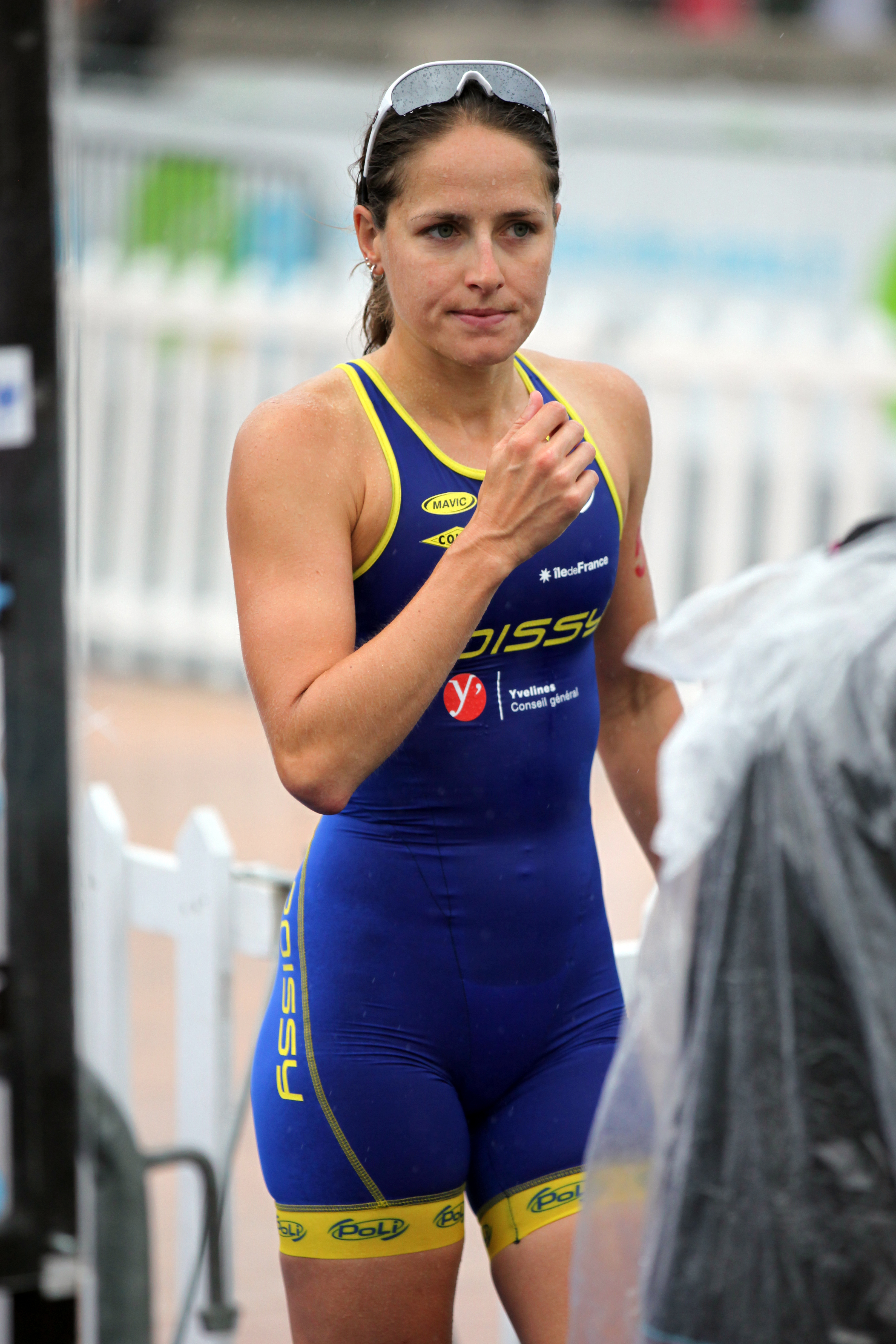
Erin Densham på Grand Prix Triathlon 2011 i Paris.
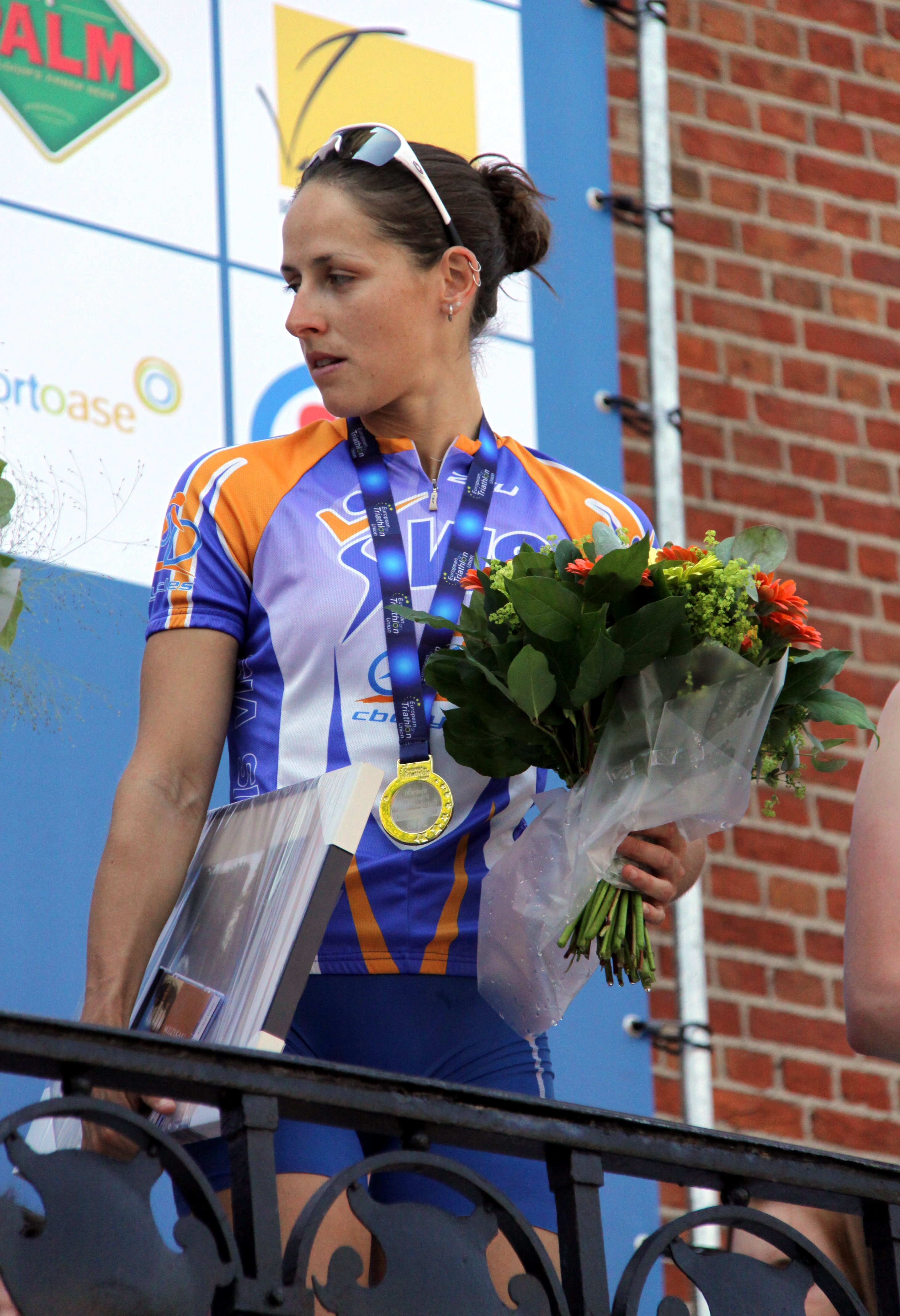
Erin Densham vinner guld på Premium European Cup triathlon 2010 i Brasschaat.
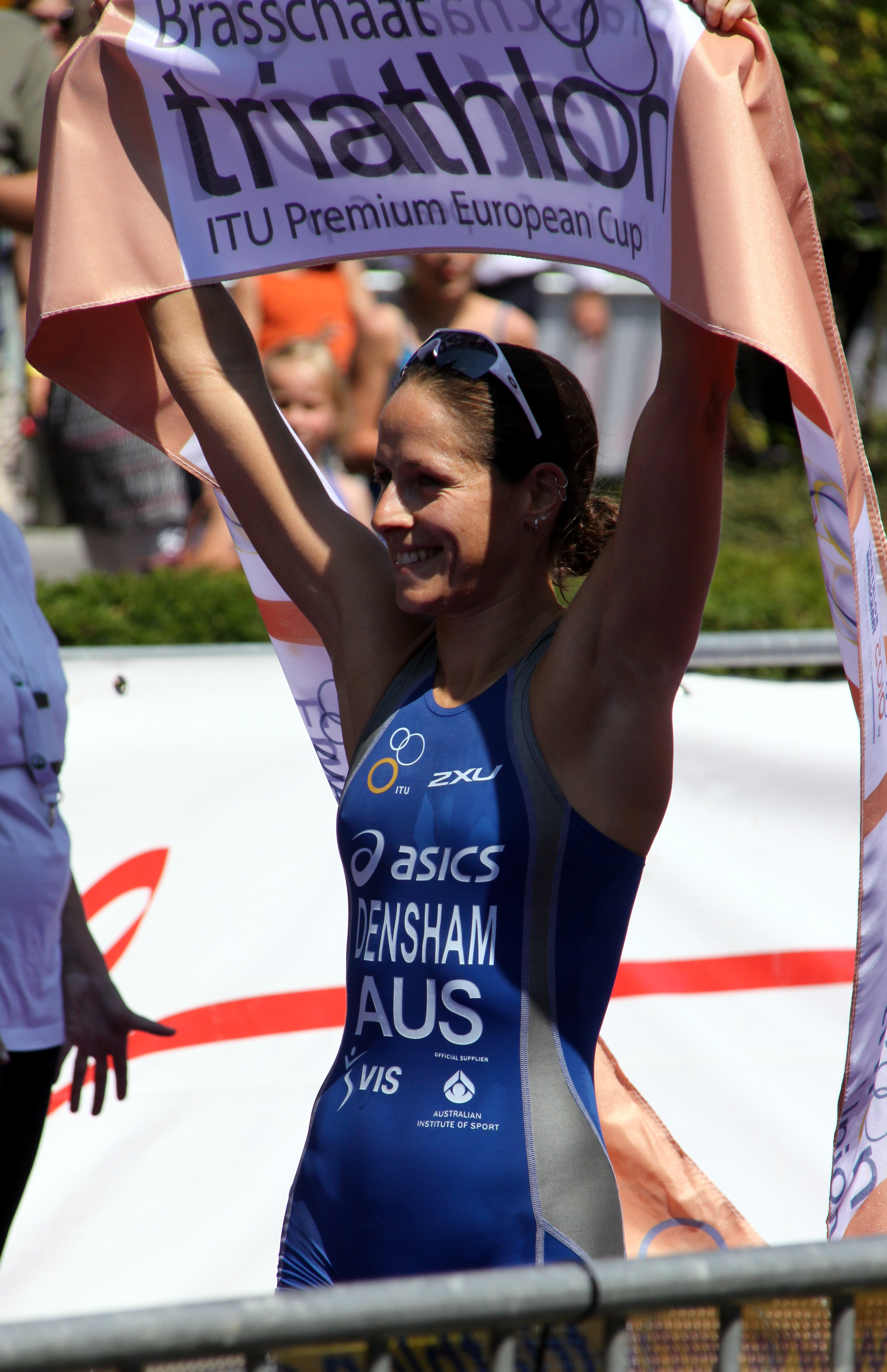
Erin Densham korsar mållinjen först i Brasschaat 2010.